# Västerön (vid Berghamn, Korpo)
Västerön är en ö i Finland. Den ligger i Skärgårdshavet och i kommunen Pargas i den ekonomiska regionen  Åboland i landskapet Egentliga Finland, i den sydvästra delen av landet. Ön ligger omkring 67 kilometer sydväst om Åbo och omkring 200 kilometer väster om Helsingfors.
Öns area är 1 kvadratkilometer och dess största längd är 1,7 kilometer i öst-västlig riktning. Ön höjer sig omkring 25 meter över havsytan.